# العلاقات الأردنية العمانية
العلاقات الأردنية العمانية هي العلاقات الثنائية التي تجمع بين الأردن وسلطنة عمان.

## مقارنة بين البلدين
هذه مقارنة عامة ومرجعية للدولتين:
| وجه المقارنة                                              | الأردن                   | سلطنة عمان    |
| --------------------------------------------------------- | ------------------------ | ------------- |
| المساحة (كم2)                                             | 89.34 ألف                | 309.50 ألف    |
| عدد السكان (نسمة)                                         | 9.81 مليون               | 4.64 مليون    |
| الكثافة السكانية (ن./كم²)                                 | 109.81                   | 14.99         |
| العاصمة                                                   | عمان                     | مسقط          |
| اللغة الرسمية                                             | اللغة العربية            | اللغة العربية |
| العملة                                                    | دينار أردني              | ريال عماني    |
| الناتج المحلي الإجمالي (بليون دولار)                      | 40.07 مليار              | 72.64 مليار   |
| الناتج المحلي الإجمالي (تعادل القوة الشرائية) بليون دولار | 82.80 مليار              | 179.49 مليار  |
| الناتج المحلي الإجمالي الاسمي للفرد دولار أمريكي          | 4.94 ألف                 | 15.55 ألف     |
| الناتج المحلي الإجمالي للفرد دولار أمريكي                 | 12.05 ألف                | 38.63 ألف     |
| مؤشر التنمية البشرية                                      | 0.748                    | 0.793         |
| رمز المكالمات الدولي                                      | +962                     | +968          |
| رمز الإنترنت                                              | .jo                      | عمان          |
| المنطقة الزمنية                                           | ت ع م+02:00، ت ع م+03:00 | ت ع م+04:00   |

## مدن متوأمة
في ما يلي قائمة باتفاقيات التوأمة بين مدن أردنية وعمانية:
- ترتبط عمان مع مسقط باتفاقية توأمة منذ 1994.[14][14][14][14]

## منظمات دولية مشتركة
يشترك البلدان في عضوية مجموعة من المنظمات الدولية، منها:
| علم المنظمة | اسم المنظمة                                 | تاريخ انضمام الأردن | تاريخ انضمام سلطنة عمان |
| ----------- | ------------------------------------------- | ------------------- | ----------------------- |
|             | وكالة ضمان الاستثمار متعدد الأطراف          | 12 أبريل 1988       | 1989                    |
|             | منظمة التعاون الإسلامي                      | ?                   | 1970                    |
|             | منظمة الشرطة الجنائية الدولية               | ?                   | ?                       |
|             | منظمة حظر الأسلحة الكيميائية                | ?                   | ?                       |
|             | المصرف العربي للتنمية الاقتصادية في أفريقيا | ?                   | ?                       |
|             | منظمة التجارة العالمية                      | ?                   | 2000                    |
|             | الأمم المتحدة                               | 14 ديسمبر 1955      | 7 أكتوبر 1971           |
|             | صندوق النقد العربي                          | ?                   | ?                       |
|             | مؤسسة التمويل الدولية                       | 20 يوليو 1956       | 1973                    |
|             | يونسكو                                      | 14 يونيو 1950       | 10 فبراير 1972          |
|             | مؤسسة التنمية الدولية                       | 4 أكتوبر 1960       | 1973                    |
|             | الاتحاد الدولي للاتصالات                    | 20 مايو 1947        | 28 أبريل 1972           |
|             | الصندوق العربي للإنماء الاقتصادي والاجتماعي | ?                   | ?                       |
|             | جامعة الدول العربية                         | 25 مايو 1946        | 1971                    |
|             | البنك الدولي للإنشاء والتعمير               | 29 أغسطس 1952       | 1971                    |
|             | المركز الدولي لتسوية المنازعات الاستشارية   | 29 نوفمبر 1972      | 1995                    |
|             | الاتحاد البريدي العالمي                     | ?                   | ?                       |

## وصلات خارجية
- موقع وزارة الخارجية الأردنية
- موقع وزارة الخارجية العمانية